# 다케다 에이지로
다케다 에이지로(일본어: 武田 英二郎, 1988년 7월 11일 ~ )는 일본의 축구 선수이다.

## 구단 경력
그는 2011년부터 2024년까지 J리그의 쇼난 벨마레, 요코하마 F. 마리노스, 제프 유나이티드 지바, 가이나레 돗토리, 아비스파 후쿠오카, 요코하마 FC에서 활동하였다.